# William Brewster (ornitholoog)
William Brewster (Wakefield in Massachusetts, Verenigde Staten, 5 juli 1851  – Cambridge in Massachusetts, 11 juli 1919) was een Amerikaanse ornitholoog en een van de eerste Amerikaanse natuurbeschermers.

## Biografie

### Jeugd
Brewster bezocht de Cambridge High School als voorbereiding op een studie aan de Harvard-universiteit. Hij zag af van een universitaire studie omdat hij leed aan een oogkwaal. Via de vader van een vriend, een jager en taxidermist, leerde hij vogels verzamelen (doodschieten) en opzetten. Dit was in die tijd de gebruikelijke manier om vogels op naam te brengen. Goede verrekijkers kwamen pas in de loop van de twintigste eeuw ter beschikking. Na 1865 begon hij met het maken van een collectie balgen in plaats van opgezette dieren (die meer plaats innemen). Hij deed dit samen met vrienden waaronder Henry Wetherbee Henshaw. Hij documenteerde zijn verzameling zorgvuldig en bleef dat zijn hele verdere leven doen.

### Carrière
In 1880 werd hij assistent van de beheerder van de collectie vogels en zoogdieren van de Boston Society of Natural History. In 1885 werd hij conservator van de verzameling vogels en zoogdieren van het museum van vergelijkende dierkunde van de Harvard-universiteit, waar hij samenwerkte met de directeur Alexander Agassiz. Hij werkte daarnaast nog twee jaar aan de collectie van de Boston Society en besteedde veel tijd aan zijn privécollectie.
Hoewel voortdurend geplaagd door allerlei lichamelijke kwalen, maakte hij tussen 1873 en 1898 uitgebreide reizen, onder andere naar Europa, vooral Engeland.
In 1876 was hij de mede-oprichter en voorzitter van de Nuttall Ornithological Club, de eerste vogelkundige vereniging in Amerika en richtte tien jaar later met onder andere Elliott Coues en Joel Asaph Allen de American Ornithologists' Union (AOU) op.
Brewster was de eerste voorzitter van de afdeling in Massachusetts van de National Audubon Society, de Amerikaanse vereniging voor vogelbescherming. Daar werd actie gevoerd voor wetgeving die paal en perk stelde aan het doden van vogels en de verkoop van vogelveren. Tussen 1897 en 1900 kwam wetgeving tot stand die het doden van vogels voor de verkoop van veren verbood en ook de handel en het vervoeren van dode wilde vogels tegen ging.

## Zijn nalatenschap
Brewster was een verwoed schrijver die veel zorg en aandacht besteedde aan zijn wetenschappelijke artikelen. Zijn dagboeken, aantekenboekjes, brieven zijn bewaard gebleven en gedigitaliseerd.  Hij schreef zeker 300 wetenschappelijke artikelen. Hij was de soortauteur van acht nieuwe vogelsoorten waaronder de Amerikaanse zwarte eend (Anas rubripes), oostelijke wimpelstaartkolibrie (Trochilus scitulus) en de elzenfeetiran (Empidonax alnorum). Verder nog 37 ondersoorten.
- Gemeinsame Normdatei: 1201825415
- International Standard Name Identifier: 0000 0000 4207 4623
- Library of Congress Control Number: no96054529
- SNAC: w69h6d75
- Système universitaire de documentation: 183846834
- Virtual International Authority File: 70987792
- WorldCat: E39PBJcGpR3k64Cb6jrGyXhCQq